# In ipso supremi
In ipso supremi Pontificatus ist eine Enzyklika von Papst Leo XIII., die er am 3. März 1891 veröffentlichte. Er wendet sich mit ihr an das österreichische Episkopat und fordert, die Abhaltung der jährlichen Bischofskonferenzen (Österreichische Bischofskonferenz) fortzusetzen. Er lobt die Entwicklung dieser Versammlungen, die bereits seit einigen Jahren durchgeführt würden, als einen Schritt zur Stärkung des Glaubens und der Religion.

## Vorteile der Bischofsversammlungen
Papst Leo XIII. weist auch wieder in dieser Enzyklika auf die aus seiner Sicht feindlichen Entwicklungen hin, die es gelte zu bekämpfen. In diesem Sinne lobt er die Vereinigung und die Einheit der Bischöfe, die gemeinsam das „Böse“ ausrotten könnten und beschreibt die Vorteile, die aus dieser Einheit erwachsen können. Aber, so schreibt er weiter, sei die Zusammenarbeit zwischen Klerus und Laien von gravierender Bedeutung, könne man doch so gemeinsam die Familien in die religiöse Arbeit einbinden. Diese Bestrebungen könnten sich auch als nützliches Mittel für die Nation herausstellen, denn die christlichen Familien würden deren Zusammenhalt fördern.

## Förderung der Ausbildung
In den Konferenzen sei es möglich und förderlich, die Grundziele der religiösen Ausbildung und Erziehung zu erarbeiten, aber auch die Schulung und Ausbildung der Geistlichen könne somit auf einen gemeinsamen Standard, feste Methoden und Lehrmittel festgelegt werden. Bei all diesen Überlegungen dürfe die Öffentlichkeitsarbeit nicht vernachlässigt werden, die katholischen Schriftsteller und Redakteure sollten wirksame Schriften erstellen, die sowohl die Religion als auch den Staat unterstützen und im Kampf gegen das „Böse“ voranbringen könnten.

## Gerechtigkeit und Wohltätigkeit
Die Bischöfe sollten aber nicht nur auf ihre eigene Tätigkeit schauen, sondern sie müssten die Religion unterstützen, in dem sie ehrenhafte Leistungen der Arbeiter anerkennen, sie in der Religion unterstützen und ihre Frage auf die Gerechtigkeit und die Wohlfahrt lenken sollten. Würden diese Forderungen berücksichtigt, schreibt er, dann hätte das auch erfreuliche Auswirkungen auf die Kirche und die Gesellschaft, die es zu gleichen Teilen verdient hätten.